# Том (книга)

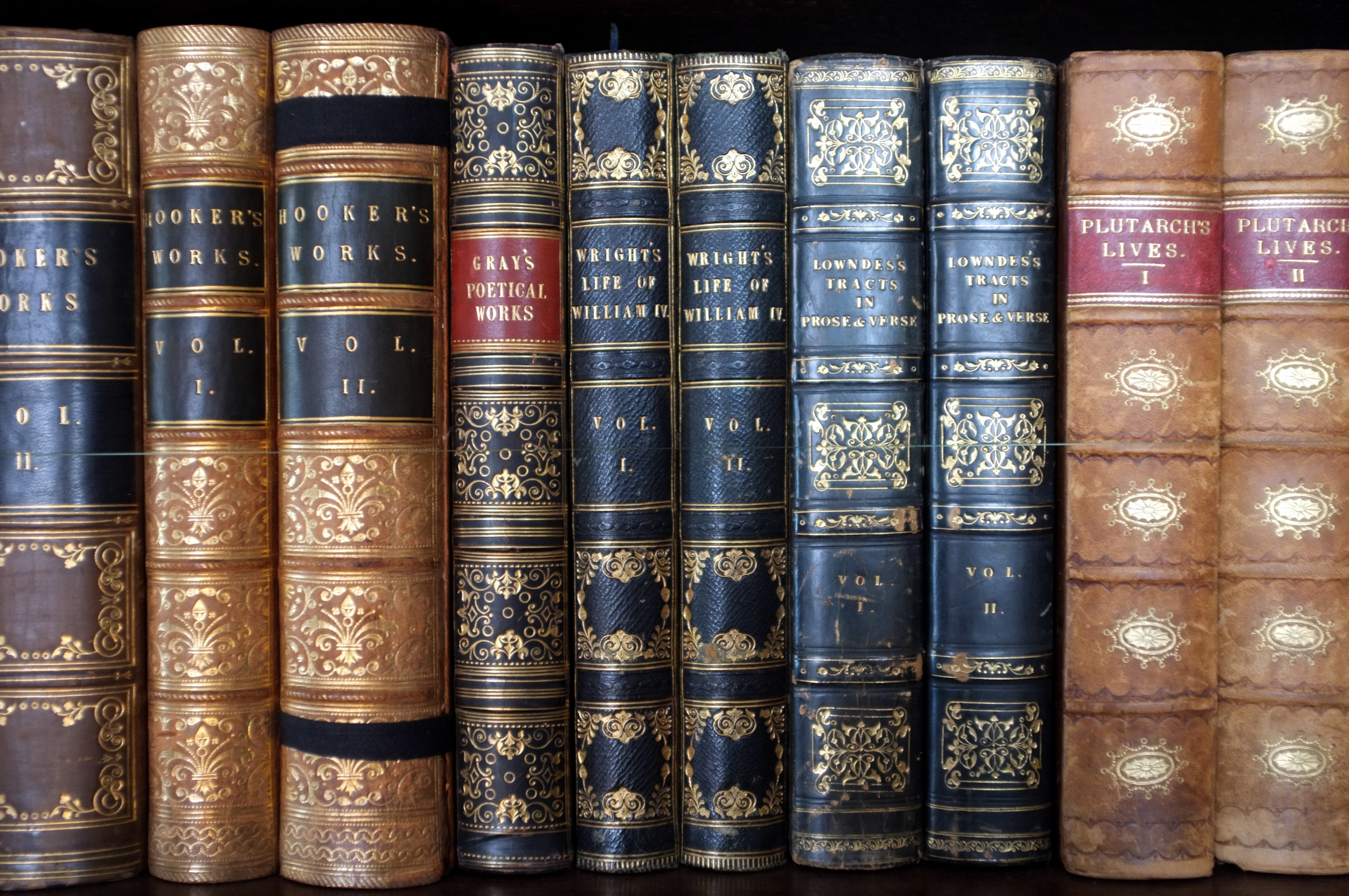
Томи книг

Том (грец. τόμος — частина, відрізок) — книга як окрема одиниця, самостійна частина багатотомного або продовжуваного друкованого видання. Об'єднання в один том показує єдність змісту, або видається в рамках одного періоду.
Всередині одного випуску томи нумеруються, кожен має, як правило, свій заголовок. Така нумерація може супроводжуватися також незалежною наскрізною нумерацією всіх випусків.